# Kvarteret Matrosen

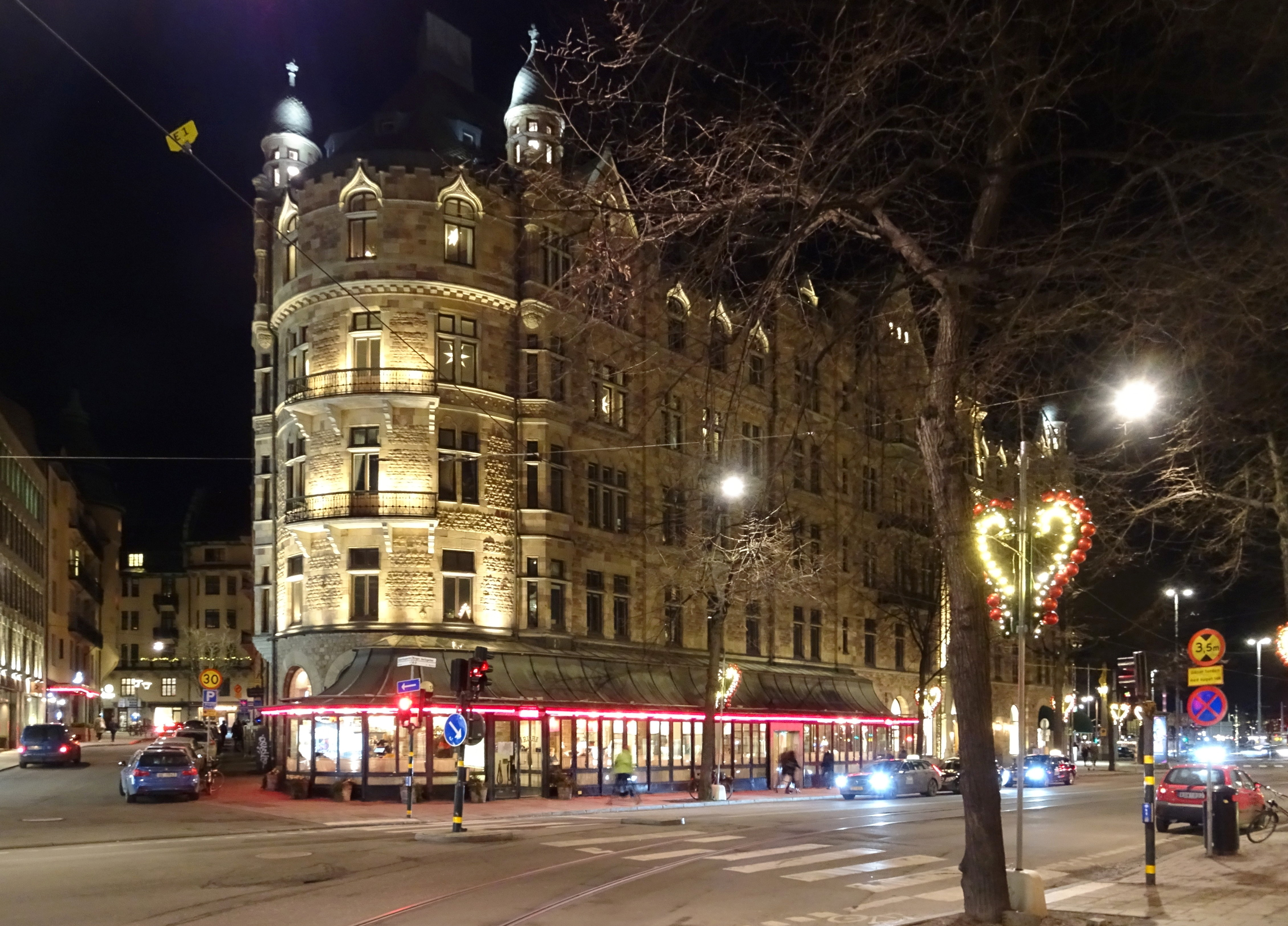
Kvarteret Matrosen norrifrån i januari 2020. Närmast före detta Matrosen 3. I bottenvåningen ligger Riche sedan 1893.

Kvarteret Matrosen ligger på Östermalm i Stockholm. Kvarteret har en triangulär form och omges av Birger Jarlsgatan i sydväst, Nybrogatan i sydost och Ingmar Bergmans gata (tidigare Smålandsgatan) i norr. Söder om kvarteret utbreder sig Nybroplan och öster om kvarteret reser sig Kungliga Dramatiska teatern. Kvarteret bestod ursprungligen av tre fastigheter: Matrosen 1, 2 och 3 som slogs på 1970-talet ihop till en enda fastighet med nummer 4.

## Historik
Matrosen är ett relativt nybildat kvarter som fram till sekelskiftet 1900 var en del av kvarteret Skravelberget mindre, vars västra del fortfarande existerar. På Petrus Tillaeus karta från 1733 syns området (nr 23: Skrafwelberget mindre) som då låg med sin södra sida direkt i strandlinjen av Packaretorgsviken (nuvarande Berzelii park). Där Birger Jarlsgatan sträcker sig idag flöt Rännilen. 
Genom torrläggningar och omfattande utfyllningar skapades under 1700- och 1800-talen mark för nya gator och kvarter. Skravelberget mindre delades i slutet av 1800-talet i en östra och en västra del när Birger Jarlsgatan, Stockholms nya paradgata, drogs fram rakt över kvarteret och dess bebyggelse. Anledning till gaturegleringen var Lindhagenplanen från 1866. Namngivningen ”Matrosen” anknöt till närbelägna kvarteret ”Sjömannen” som dock är mycket äldre och känt sedan 1640-talet (på Tillaeus karta nr 25: Siöman).

Kvarteret Matrosen inom blå markering
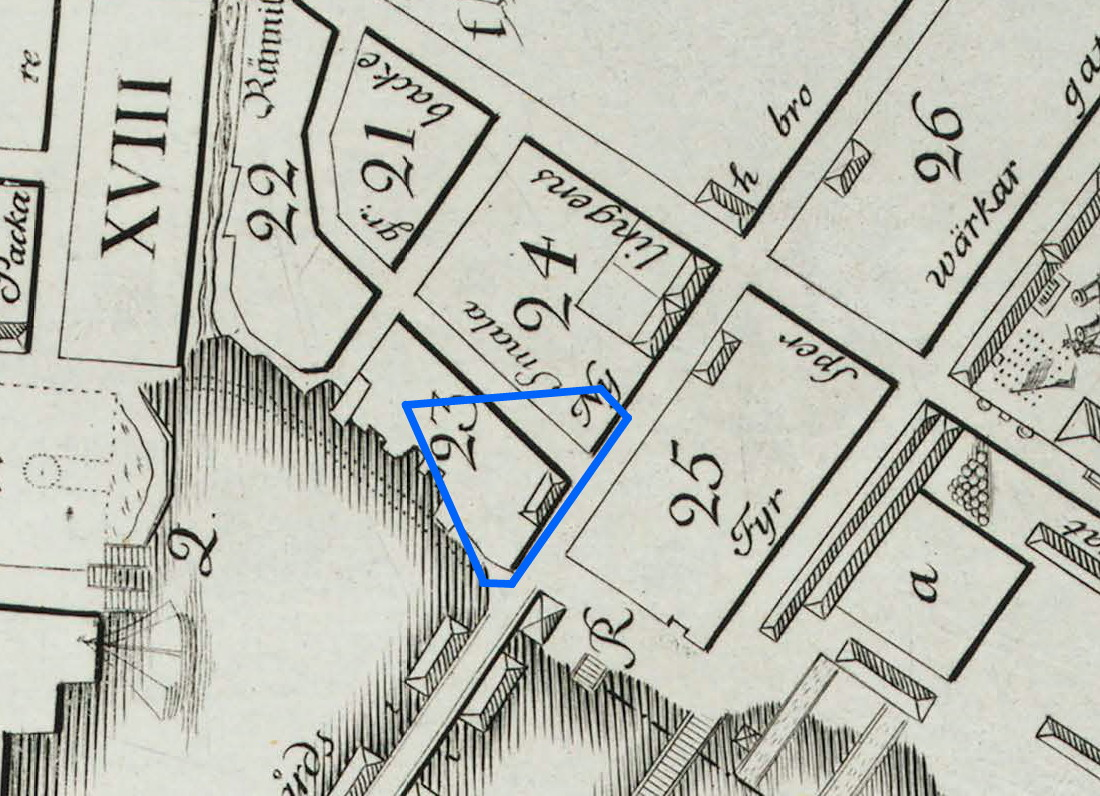
1733.
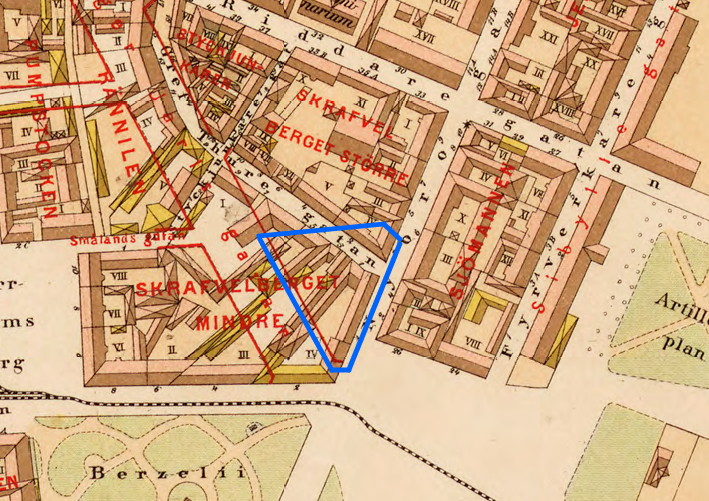
1885.
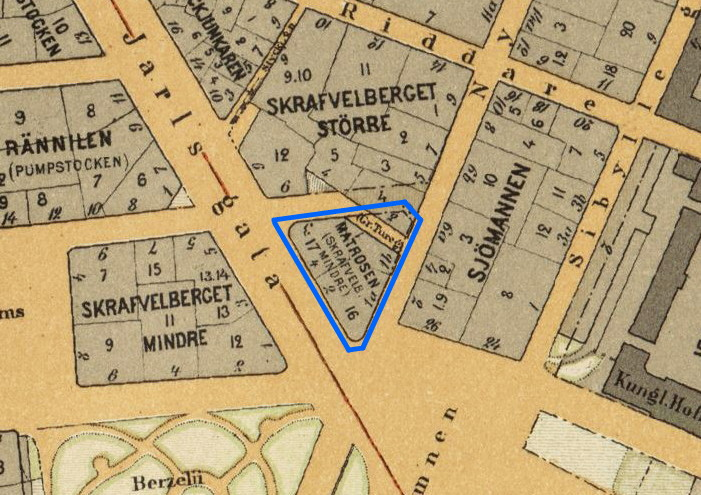
1899.
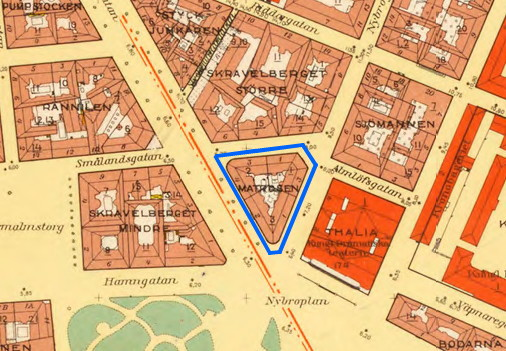
1938

## Bebyggelsen

### Allmänt
Matrosen delades i tre tomter som bebyggdes mellan 1895 och 1910 med mycket exklusiva stenhus ritade av dåtidens kända arkitekter som utformade husens fasader i överdådig nyrenässans. Matrosen 2 ligger längst ut i kvarterets södra hörn och bildade tillsammans med Skravelberget mindre 12 den nya och kraftfulla porten till Birger Jarlsgatan.
Alla tre fastigheter ägs av Vasakronan och är blåklassade av Stadsmuseet i Stockholm vilket innebär att de representerar "synnerligen höga kulturhistoriska värden".

Originalritningar
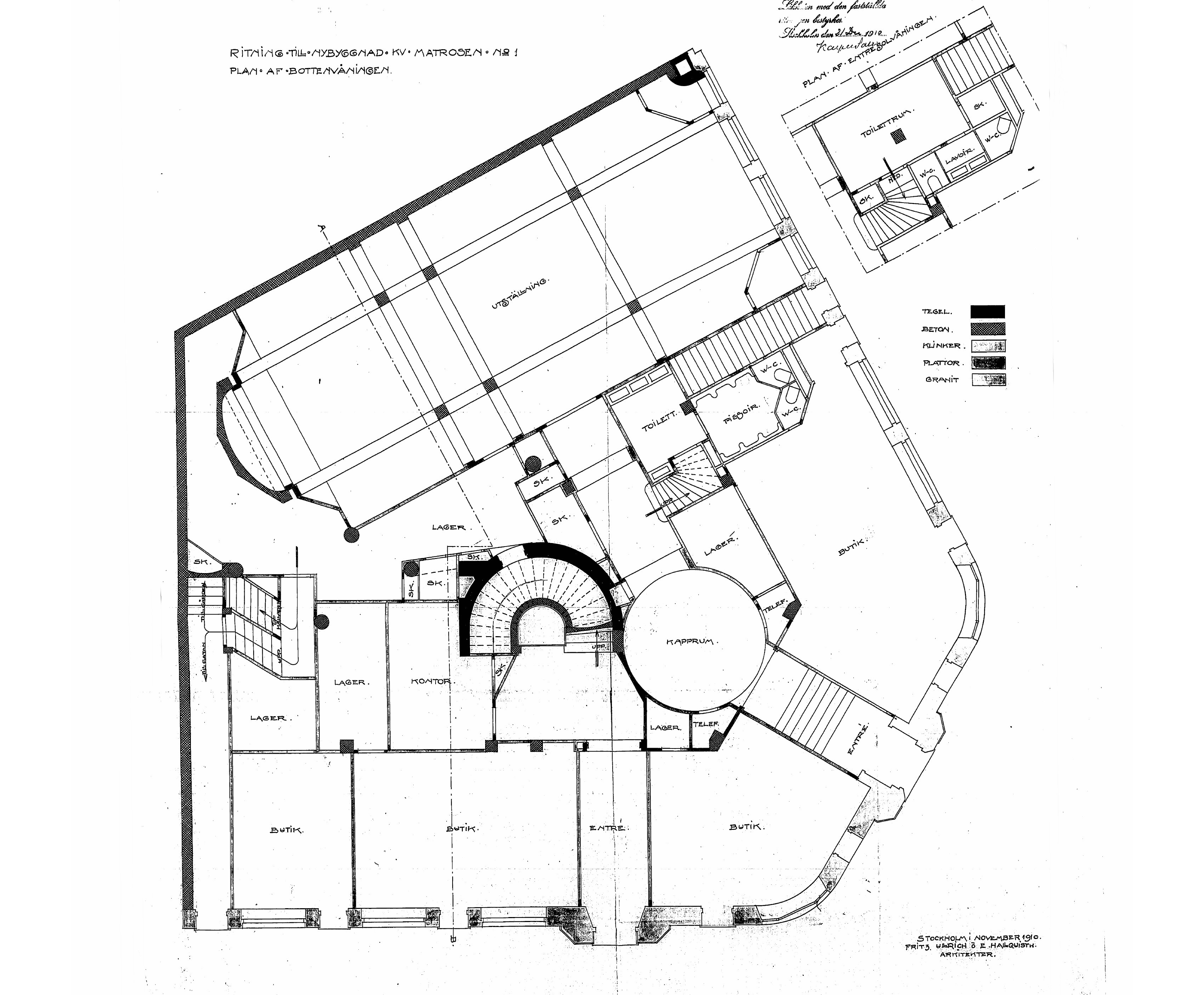
Matrosen 1, bottenvåning.
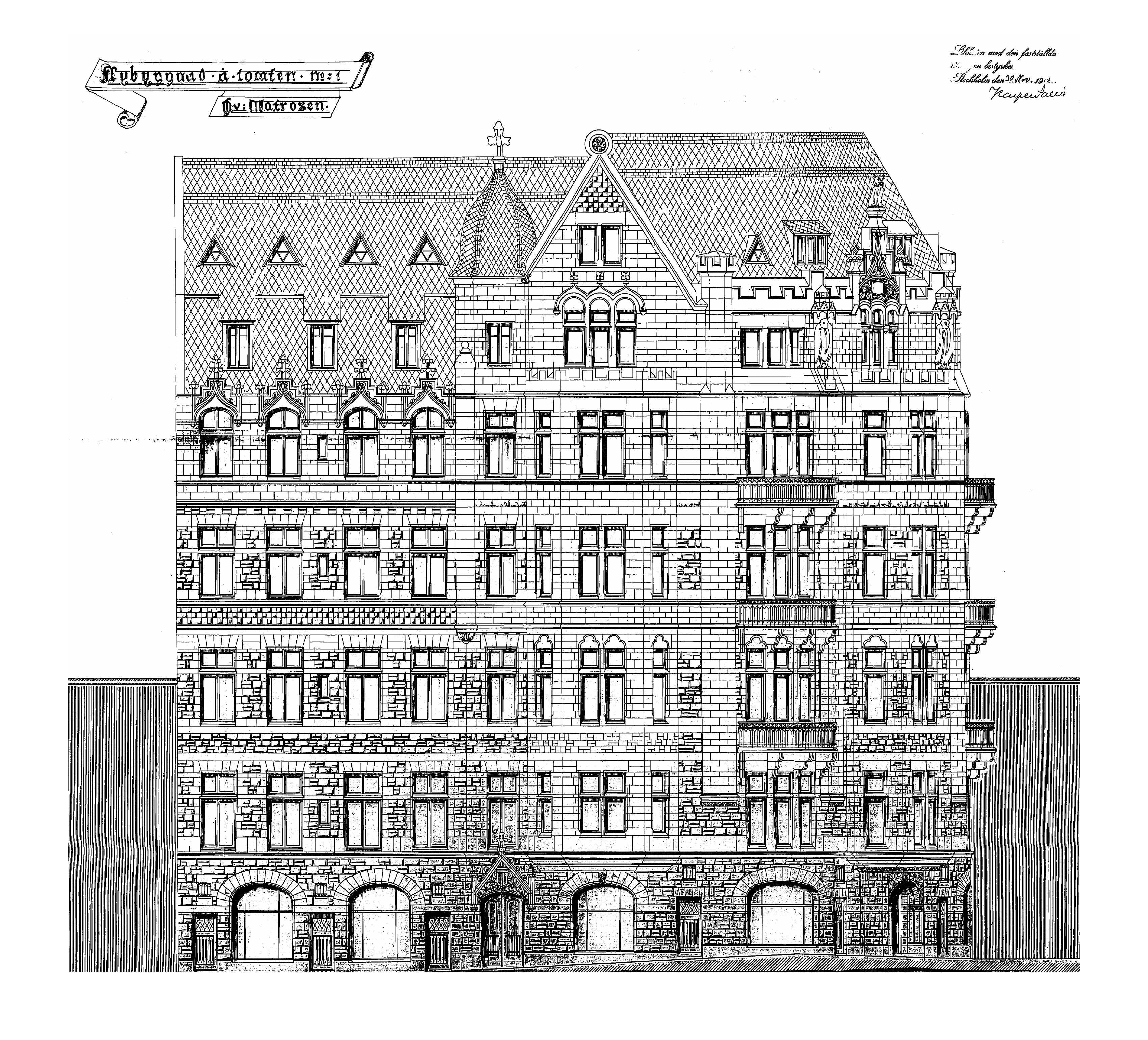
Matrosen 1, fasad mot Nybrogatan.
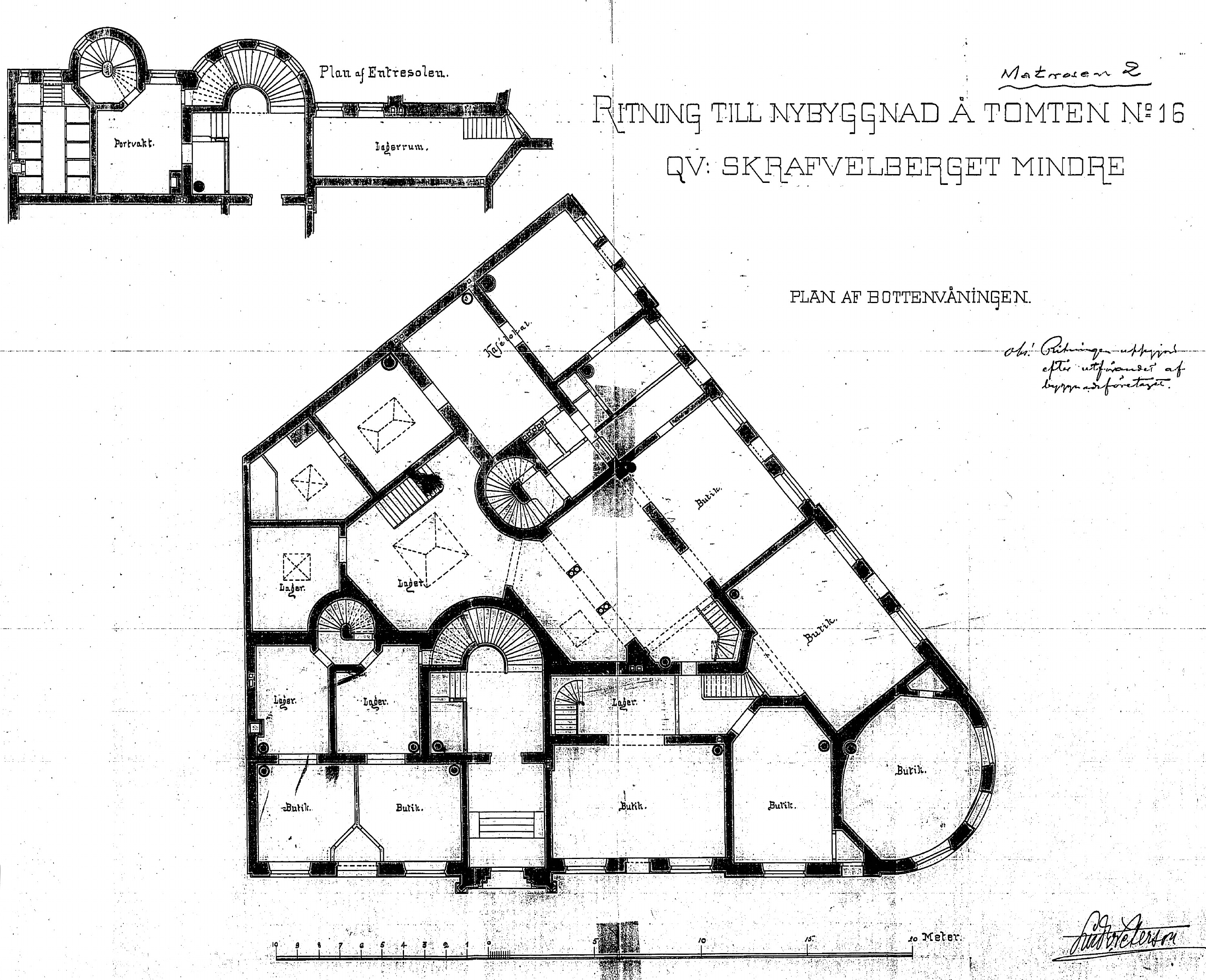
Matrosen 2, bottenvåning.
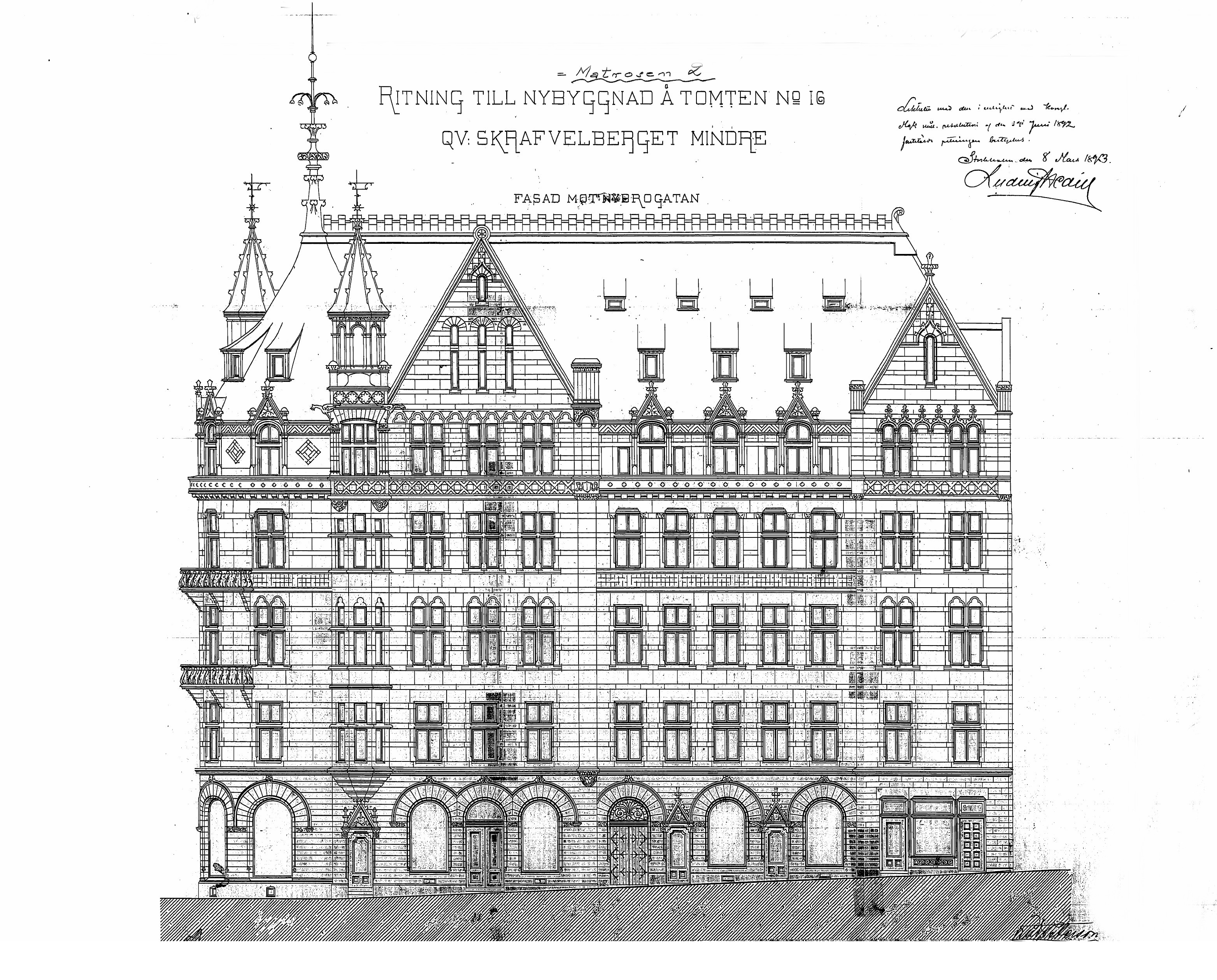
Matrosen 2, fasad mot Nybrogatan.
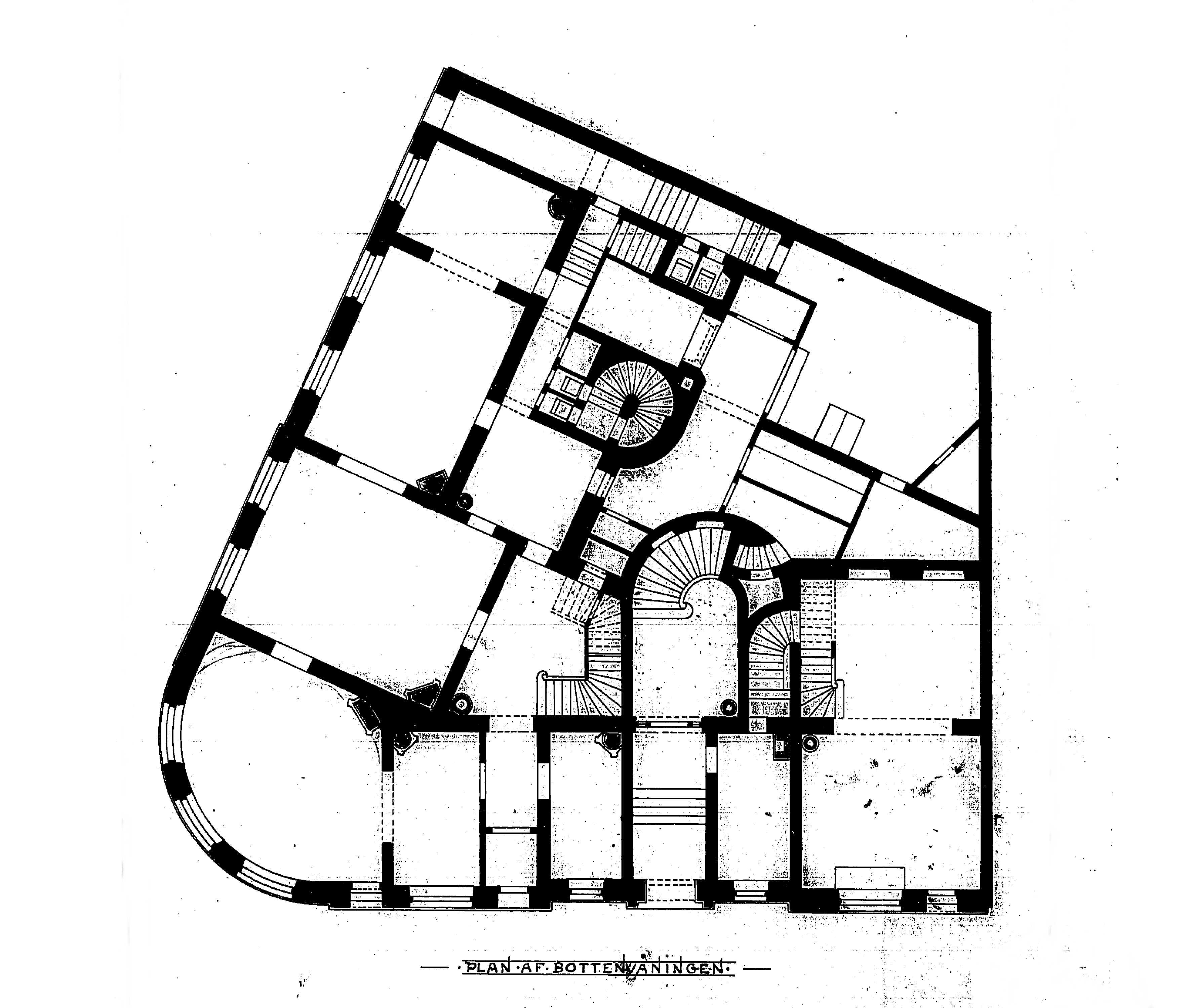
Matrosen 3, bottenvåning.

## Fastigheter
- Matrosen 1 (Nybrogatan 3): uppfört 1910-1912 efter ritningar av arkitektkontoret Ullrich & Hallquisth som gestaltade huset i nära anslutning till Matrosen 2 och 3 som stod redan färdiga. Ullrich var även byggmästare tillsammans med Skånska Cementgjuteriet. I bottenvåningen hade restaurangen Riche en del av sina lokaler. Sedan 1945 ligger här restaurang Teatergrillen.

- Matrosen 2 och 3 (Birger Jarlsgatan 2-4): uppfört 1893-1895 efter ritningar av arkitekt Ludwig Peterson och dennes partner Ture Stenberg. Byggherren och byggmästaren var Johan Sjöqvist.[4] Matrosen 2 och 3 var ett av Stockholms första hyreshus med fasader klädda helt i natursten, i detta fall: fasaden som helhet av Roslagssten, lister av kalksten från Yxhult i Närke och ornament av Gotlandssandsten. Det gotiserande formspråket påverkades av anglosaxiskt influenser vilket understryks även av skiffertaket och till knippen sammanförda skorstenar. Entréerna utsmyckades bland annat med målningar av Carl Hjalmar Norrström, J.A.G. Acke och Georg Pauli.  1893 öppnade restaurangen Ricke här och residerar sedan dess i huset.

Nutida bilder
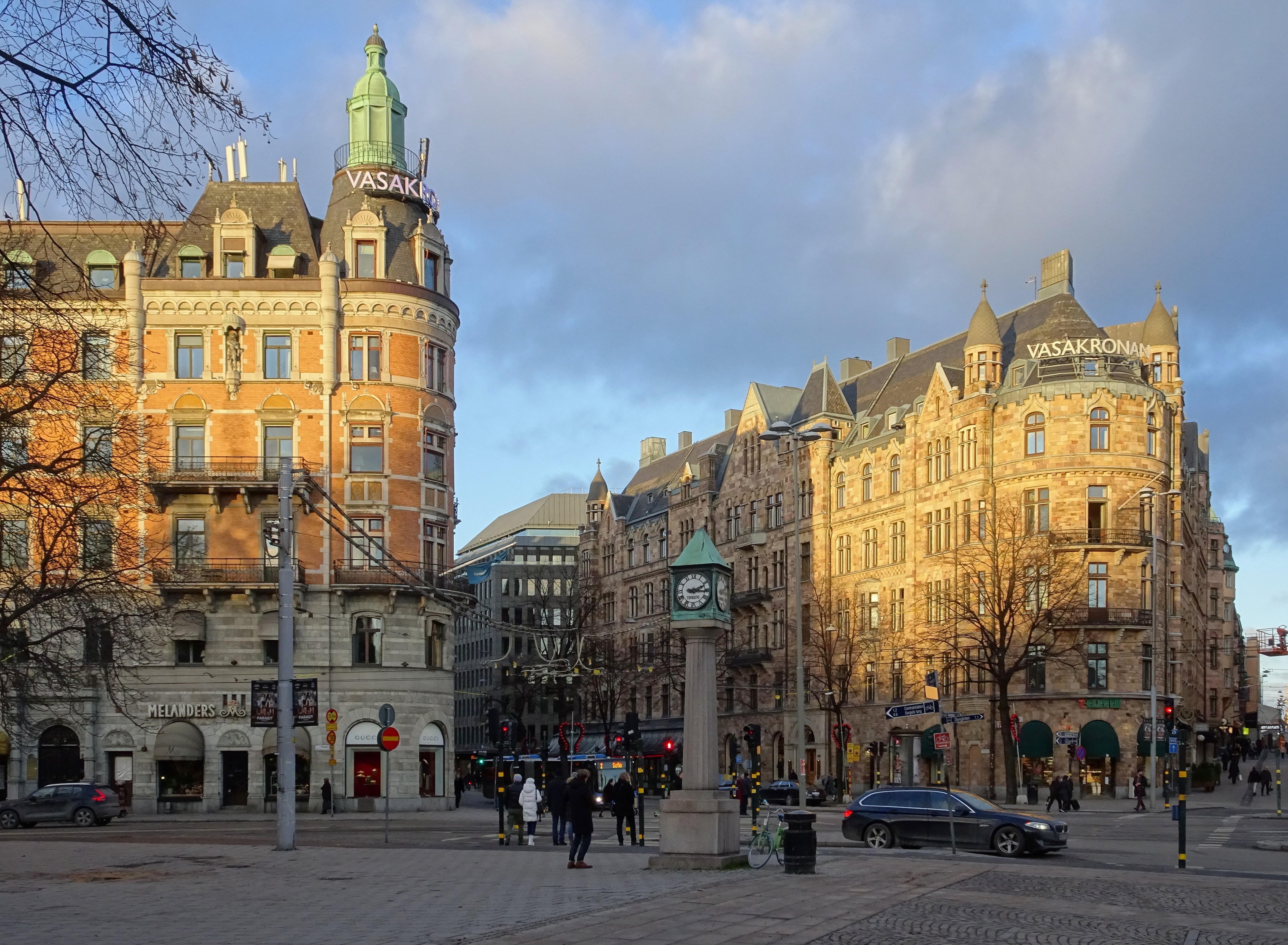
Skravelberget mindre (närmast) och Matrosen, "porten" till Birger Jarlsgatan.
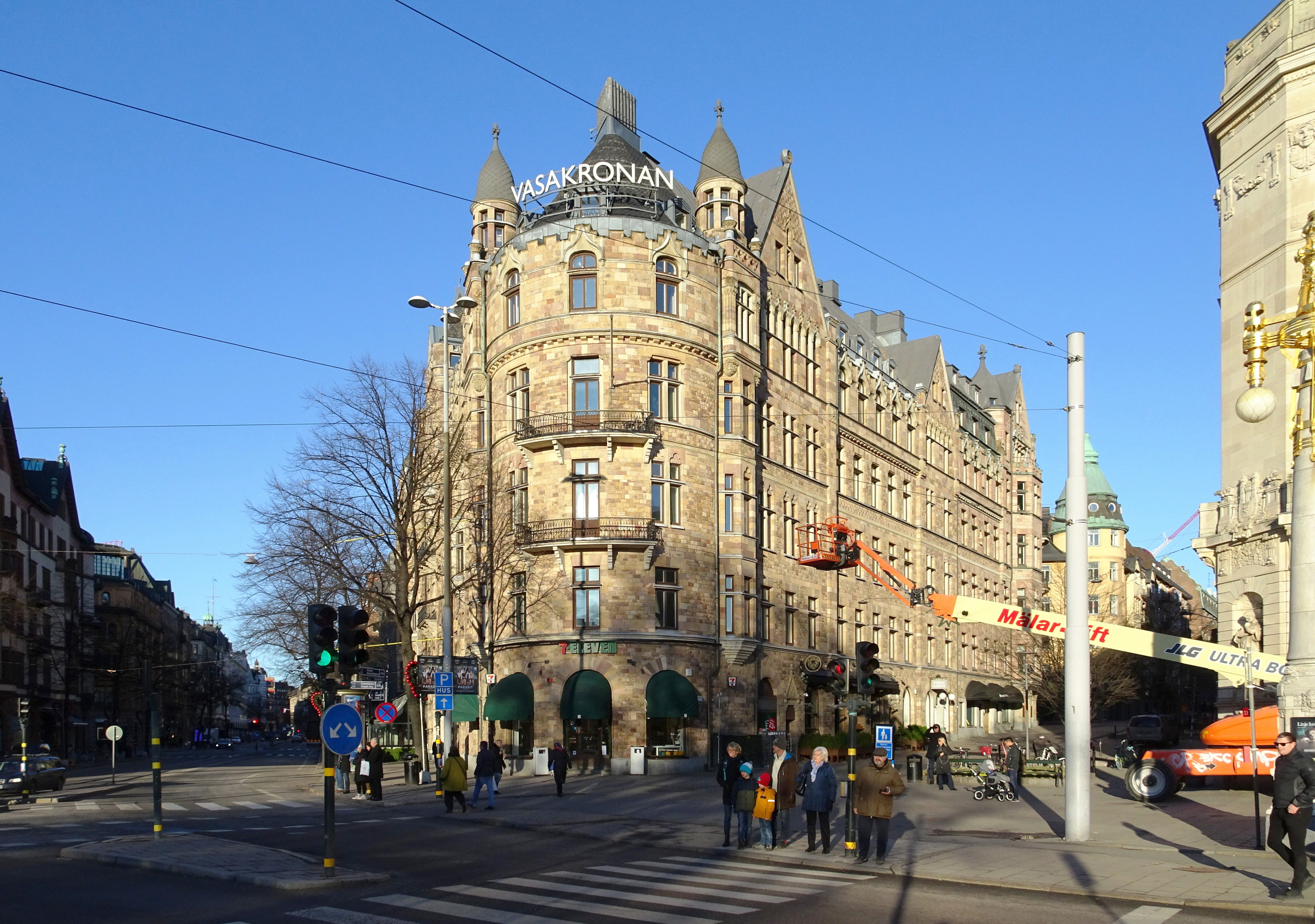
Kvarteret Matrosen, till höger skymtar Dramatiska teatern.
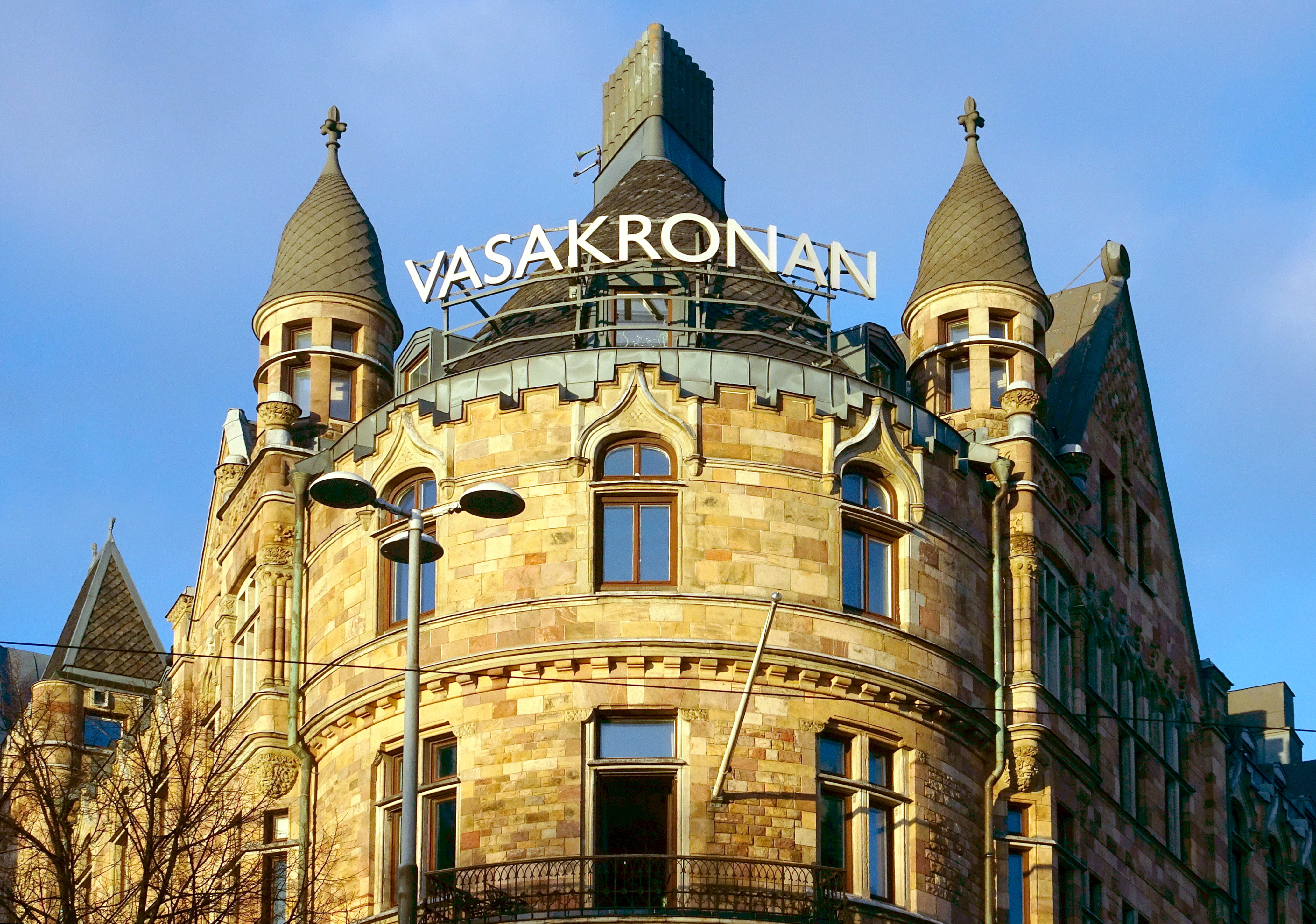
Matrosen 2 och sitt rundade hörn mot söder.
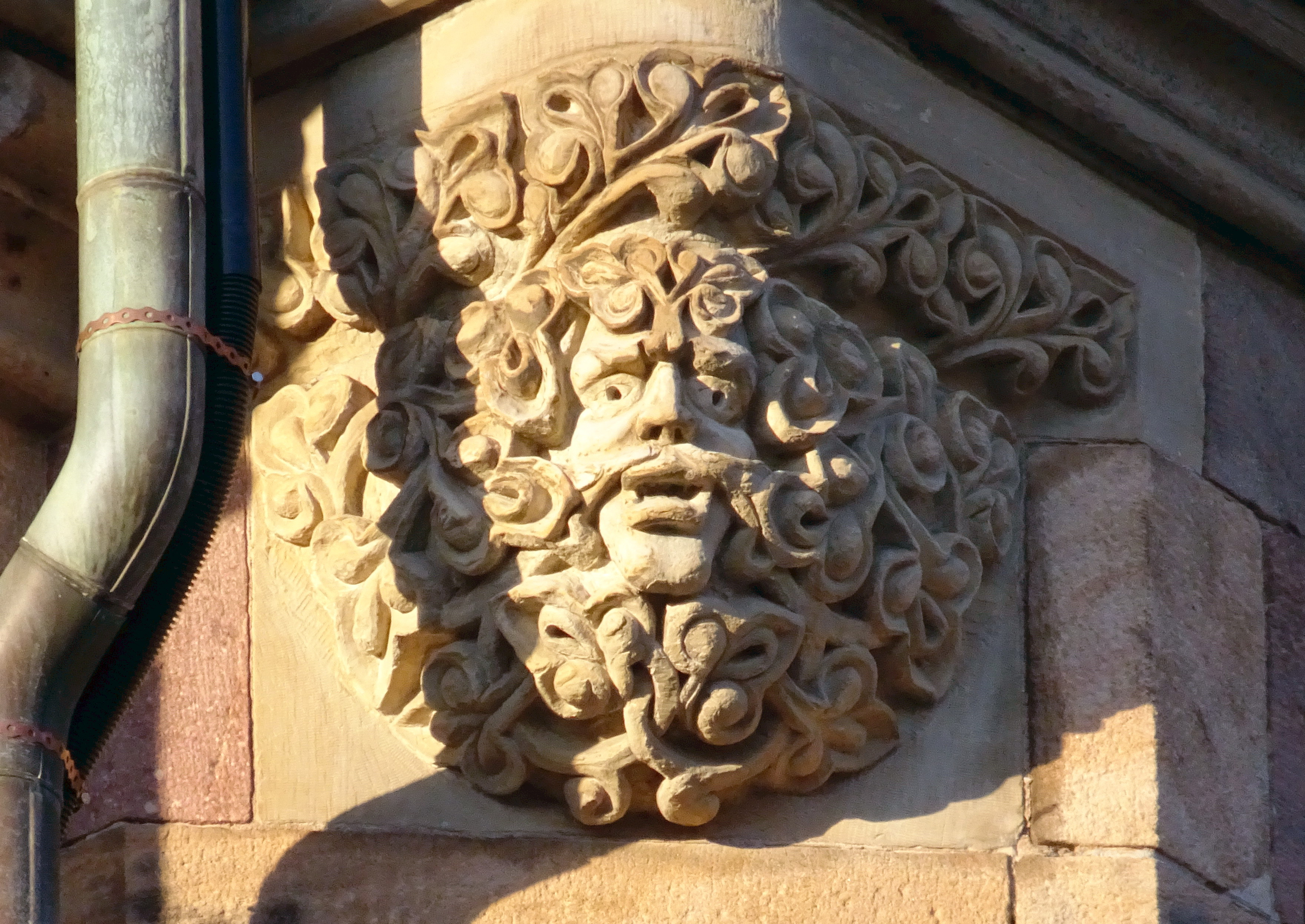
Fasadutsmyckning med en floral gestaltad maskaron.
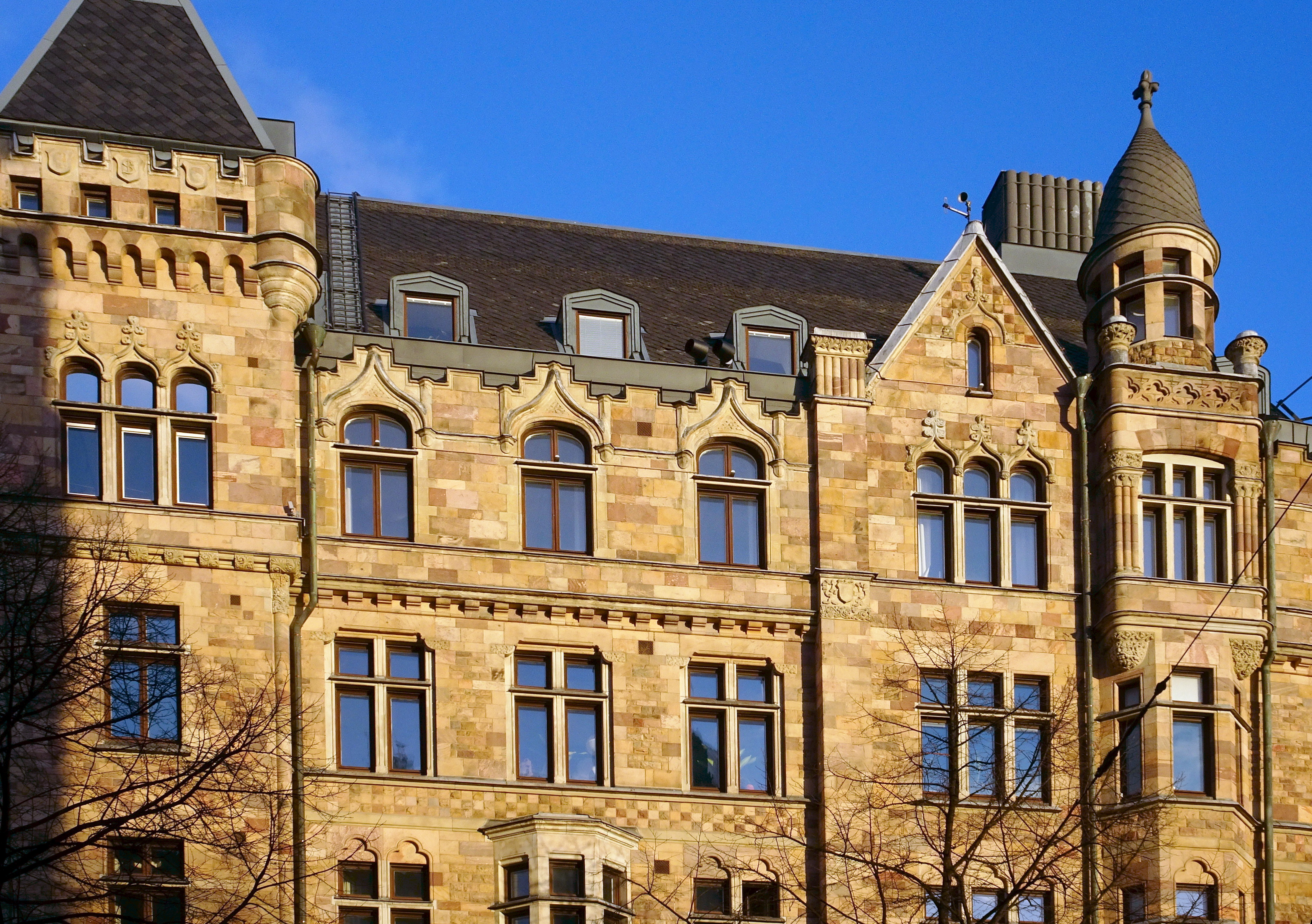
Matrosen 2, fasaden mot Birger Jarlsgatan.

### Noter

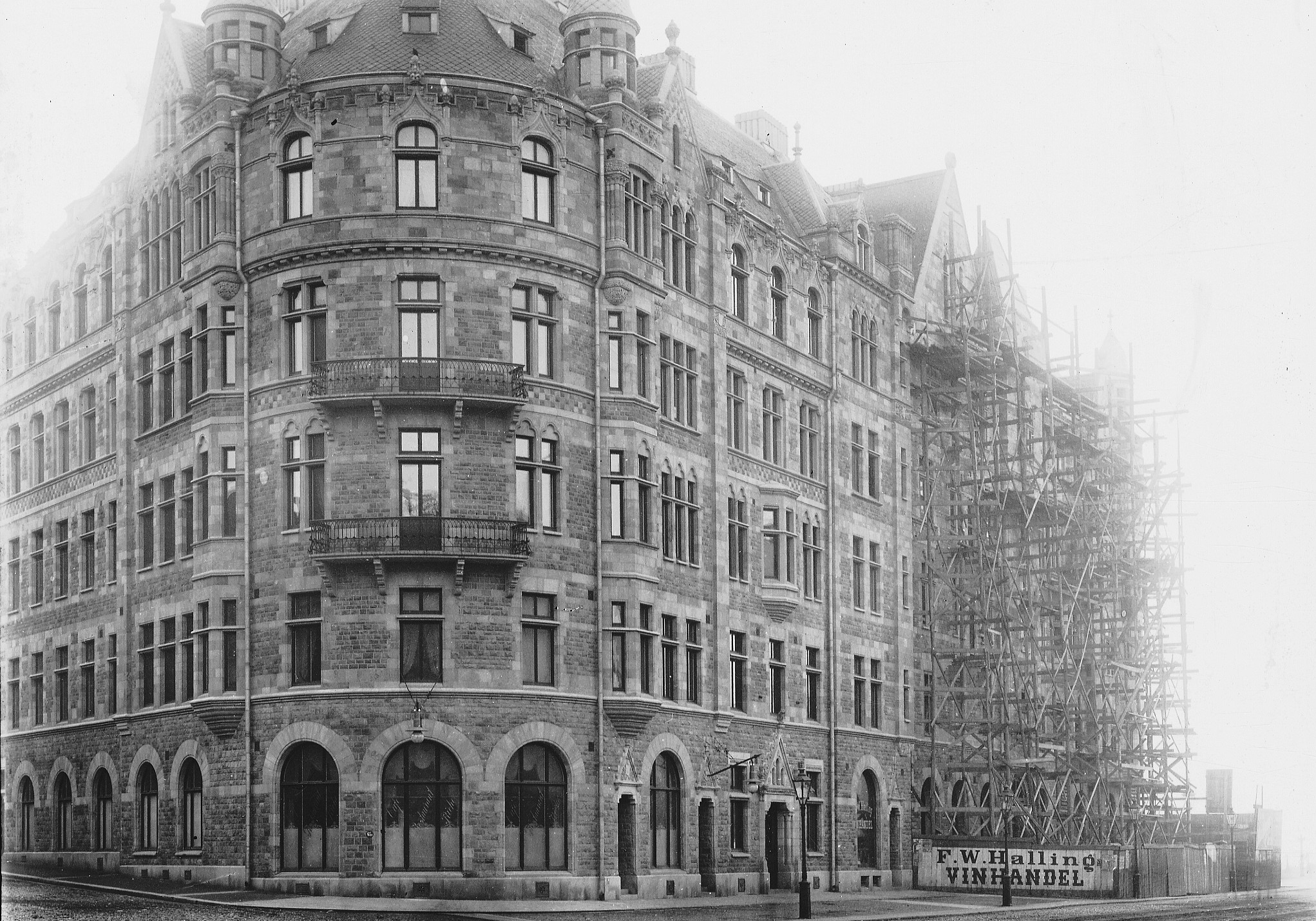
Matrosen 2 under uppförande, 1894.